# 贾米尔·梅泽尔
‌贾米尔·萨利赫·阿卜杜拉·梅泽尔（阿拉伯语：جميل صالح عبد الله مزهر；1964年7月16日—），简称贾米尔·梅泽尔，是一名巴勒斯坦社会主义激进分子。他出生于加沙地带努塞拉特难民营（当时，加沙地带由埃及控制）。2022年至今，担任解放巴勒斯坦人民阵线副总书记。